# Gaststätte Isernhagen

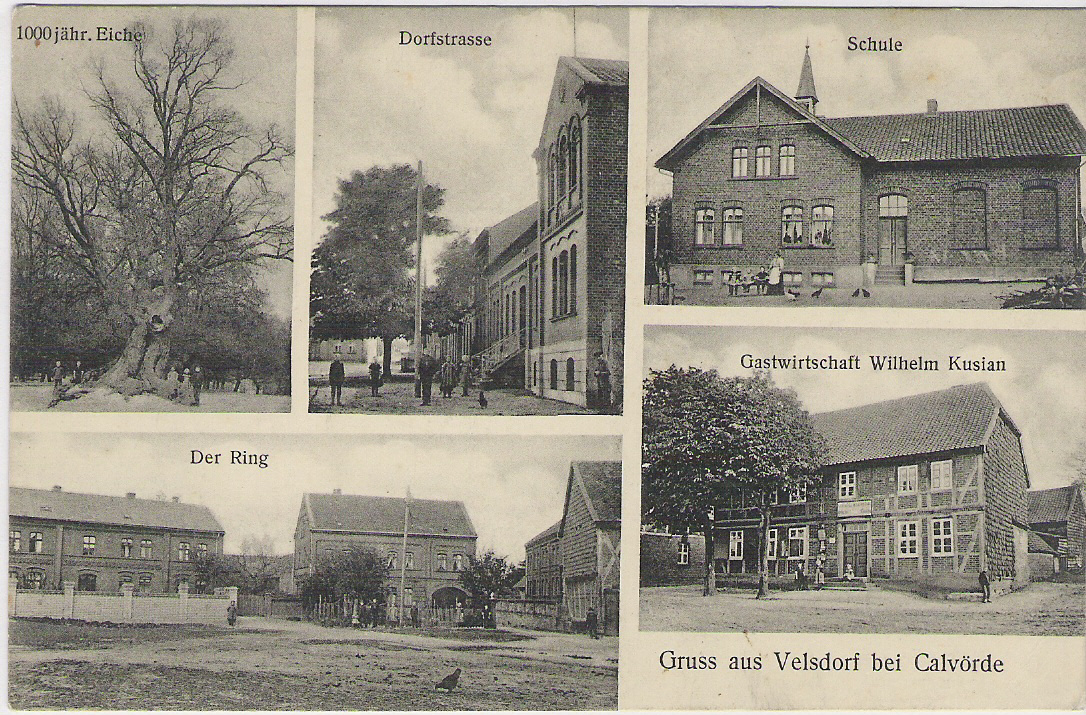
Velsdorf 1917 mit Gaststätte

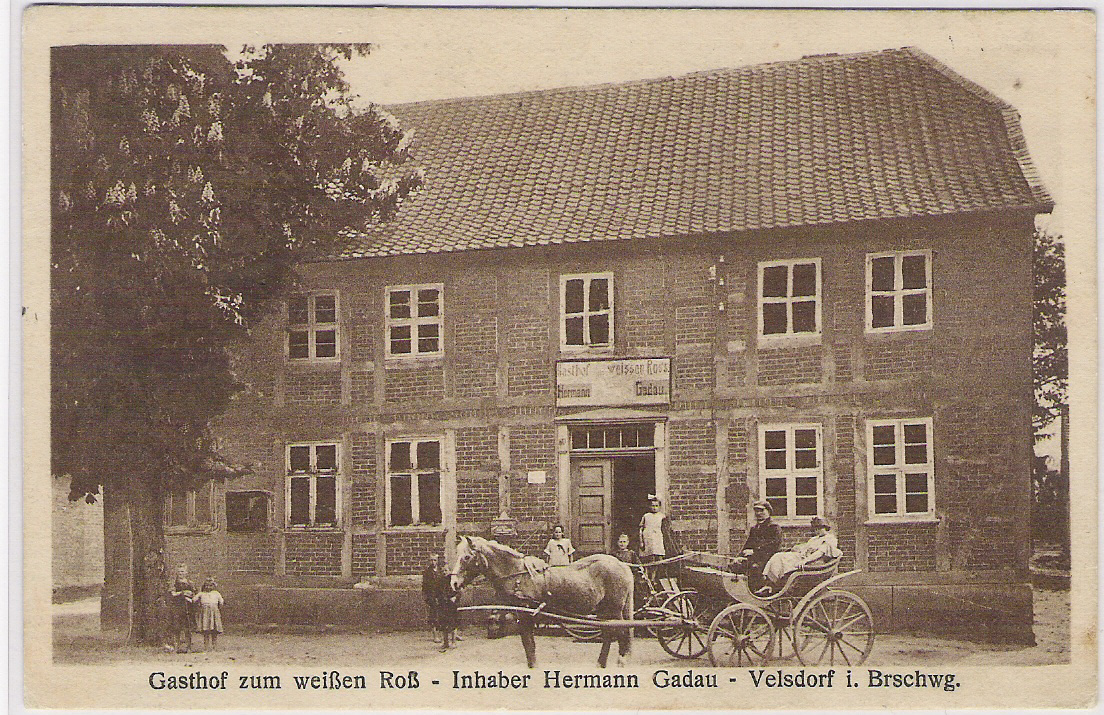
Gaststätte um 1925

Die denkmalgeschützte Gaststätte Haus Isernhagen befindet sich im Calvörder Ortsteil Velsdorf an der Straße Im Winkel 1.

## Architektur
Am zentralen Platz im Mündungsbereich der Wegenstedter Straße, Mannhäuser Straße und der Calvörder Straße liegt diese alte Gaststätte. Der durch seine Massigkeit vortretende, zweigeschossige, verputzte Fachwerkbau mit Ziegelausfachung entstand um 1800. Die Haustür ist durch eine Freitreppe zugänglich. 

## Geschichte
Die Gaststätte galt für Velsdorf schon immer als „kultureller Mittelpunkt“. Sie ist für den Ort vor allem straßen- und ortsbildprägend. Alte Postkarten belegen, dass diese Gaststätte im Jahr 1925 den Namen Zum weißen Roß (Inhaber 1917 Wilhelm Kusian, Inhaber 1925 Hermann Gadau) hatte. Nach der Wiedervereinigung konnte der Inhaber die Gaststätte nicht mehr halten, sie wurde geschlossen. Heute hat sie den Namen Gaststätte Isernhagen und dient als Dorfgemeinschaftshaus. Bis zum 31. Dezember 2009 tagte hier der Gemeinderat der ehemaligen Gemeinde Velsdorf.